# Орехово (Москва)
Оре́хово — бывшая деревня, вошедшая в состав Москвы при её расширении в 1960 году. Находилась возле речки Язвенки, в районе современного Шипиловского проезда, Орехового бульвара, Домодедовской улицы.

## Происхождение названия
Происхождение названия деревни точно не установлено, однако его связывают с зарослями орешника, которые упоминаются в её окрестностях как в XVII веке, так и в XX веке.

## История

### Первое упоминание
Земли, на которых располагалась деревня Орехово, обжиты с давних времен. В 1989 году археологи обнаружили поселение вятичей XI—XII веков в долине Язвенки.
Сами поселения (маленькие деревни до пяти дворов) располагались в местах впадения в речку небольших ручьев. Расстояния между поселениями приблизительно одинаковы — 150—300 м. Возможно, что это отражает древнюю систему наделов.
На несколько сотен метров от поселений вверх по водоразделу располагаются сохранившиеся курганные могильники, раскопки которых и позволили связать эти поселения с вятичами. Под насыпями курганов сохранились остатки пашен XII—XIII веков.
Первое письменное упоминание об этих землях относится к концу XVI века. В писцовых книгах указано, что к землям дворцового села Коломенское относилась:
…пустошь, что была деревня Арехово Алмазниково, пашни паханные наезду худые земли десятина, да перелогу семь десятин с пол десятиной, да кустарем поросло десять десятин, да у села у Борисовского полчетверты десятины в поле, а в дву потому же, сена десятина бес трети десятины.

### Орехово в XVII—XVIII веках
В 1633 году эти земли в числе других близлежащих поступили во владение рода Стрешневых: «…января в 26 день по государеву … именному приказу продано вотчину околничему Лукьяну Степановичу Стрешневу в Московском уезде села Коломенского … пустошь Арехово …». После смерти Л. С. Стрешнева (тестя царя Михаила Фёдоровича) вотчиной с 1650 года владеет его сын Семён Лукьянович Стрешнев. С. Л. Стрешнев умирает в 1666 году и наследницей владений становится его жена Мария Алексеевна Стрешнева. В описи отказанного ей говорится:
Отказано боярине вдове Марье Алексеевне после мужа ея … вотчина в Московском уезде села Коломенского … деревня, что была пустошь Арехова, на речке на Язве, а в ней липовского полону пять дворов крестьянских, людей в них мужеска полу дватцать адин человек, а к той же деревне Арехове пустошь Ларкина, а Кондырева тож, по обе стороны Язвы, пустошь Подлипичье на речке на Язве, пустошь Высокая на речке на Язве, пустошь Пожарна на речке на Язве.
С. Л. Стрешнев был активным участником польской войны, начавшейся в 1654 году, и даже возглавлял с 1657 года Приказ Великого княжества Литовского. Поэтому его владения были заселены пленными литовцами. На одной из пустошей — Чёрной Грязи С. Л. Стрешневым был поставлен боярской двор и она стала центром всего вотчинного владения.
После смерти Марии Алексеевны в 1673 году из-за отсутствия прямых наследников боярские владения Стрешневых, в том числе и Орехово, поступили в Приказ Большого Дворца. По писцовым книгам 1676—1678 годах в деревне было:
Пять дворов крестьянских, людей в них двадцать два человека, под дворами и огороды усадные земли десетина с четверть, пашни паханыя худыя земли адинатцать четвертей в поле, а в дву потому ж, сенного покосу от пустоши Лариной пустошь Бобынину по одну сторону реки Язвы пятьдесят копен, да подле пустоши Лариной и подле крестьянской пашни по врагу три копны, да селца Черной Грязи и деревень Шайдорово, Арехово и Петровки сенных покосов вопче в лугу в Подшепелеве шесть десятин.
Пустошь Высокая, относившаяся раньше к деревне, была уже «отмежевана боярину Ивану Фёдоровичу Стрешневу к селу Булатникову» и по всей видимости пустошь Пожарская тоже. Ныне на месте этих пустошей расположен Бирюлёвский дендропарк. На северо-западе земли деревни Орехово граничили с землями села Чёрная Грязь (поздне́е Царицыно), на севере и северо-востоке с землями Коломенской волости до Хмелевского оврага, на востоке с пустошью Высокой и по речке Язвенке с другими землями И. Ф. Стрешнева.
21 ноября 1682 года бывшая вотчина С. Л. Стрешнева отходит тому же Ивану Фёдоровичу Стрешневу. Из её описи становится известно, что деревня Орехово сгорела, и теперь на её месте отхожая «пустошь, что была деревня Арехова». Крестьяне-погорельцы (из них 24 мужского пола, 5 домохозяев) живут в сельце Чёрная Грязь.
В 1683 году И. Ф. Стрешнев отказывает свою чёрногрязскую вотчину внуку — князю Алексею Васильевичу Голицыну. Фактически вотчиной владел отец князя Алексея князь Василий Васильевич Голицын, влиятельнейший политический деятель в эпоху правления Софьи Алексеевны. После падения правительства Софьи в 1689 году владения князей Голицыных были отписаны «на великих государей», и среди них «в Московском уезде в Ратуеве стану … деревня Арехова, а в ней восемь дворов крестьянских, людей в них тритцать пять человек»,«к той же деревне пустошь Бобынино, и та пустошь у них в полевой пашни».
В дворцовом ведомстве она находилась до 1712 года, когда по именному Указу Петра I была вместе с чёрногрязским имением дана по договору в качестве компенсации за потерянные в результате поражения Прутского похода 1711 года владения бывшему молдавскому господарю князю Дмитрию Константиновичу Кантемиру. Тогда в ней числилось:
…деветь дворов крестьянских, бобылей мужеска полу деветнатцать человек, под дворами и огороды усадные земли десетина бес четверти, пашни паханые худые земли одиннатцать четвертей в поле, а в дву потому ж, сенного покосу пятьдесят копен да подле крестьянской пашни три копны.
После смерти в 1723 году Д. Кантемира, по приговору Сената в 1728 году имение было разделено: одну четверть получила вдова князя — Анастасия Ивановна, урожденная Трубецкая, в том числе три двора (13 мужчин, 14 женщин) в деревне Орехово, а три четверти получил его сын Константин, в том числе девять дворов (38 мужчин, 48 женщин) в деревне Орехово.
Константин Кантемир умирает бездетным и имения переходят к его братьям Матвею и Сергею. По полюбовному разделу между ними в 1757 году вместе с селом Булатниковом деревня Орехово достается князю Сергею Кантемиру.
В 1762 году в этой части проживали 54 мужчины и 50 женщин. Часть имения княгини Анастасии Ивановны в 1751 году получает в приданое её дочь Екатерина (в замужестве Голицына), которая в 1761 году умирает бездетной. Через определённое время эта часть переходит к её троюродному брату Ивану Алексеевичу Трубецкому, который в 1775 году продаёт её Екатерине II.
В 1780 году умирает последний представитель этой ветви рода Кантемиров князь Сергей Дмитриевич. Он завещает всё своё имущество императрице Екатерине II. Орехово вновь переходит в дворцовое ведомство и приписывается к недавно образованной дворцовой Царицынской волости. При создании Царицынской усадьбы угодьям деревни, очевидно, был нанесен урон, потому что в 1804 году крестьянам села Царицына с деревнями Орехово, Шайдрово и Хохловкой «взамен отшедшего от них под Царицынские строения, сады и воды немалого количества земли, в которой они теперь для хлебопашества крайне нуждаются» даётся примыкавшая к восточной границе земель деревни Орехово пашенная пустошь Румянцево Подольского уезда (444 десятин), принадлежавшая ранее Пахринскому конному заводу.
В этот период в Орехово начинает активно развиваться садоводство, ставшее основным занятием и основным источником доходов её жителей. Малая пригодность здешних суглинистых земель для хлебопашества, перевод дворцовых крестьян на денежный оброк и близость к Москве обусловили развитие здесь товарного хозяйства, основанного на выращивании фруктов и ягод.
Крайне выгодным для деревни было также её местонахождение на оживленной Каширской дороге, по которой в Москву и дальше шли обозы с хлебом из южных областей России. Существовавшие здесь постоялые дворы приносили их хозяевам ощутимую прибыль, а также накапливали множество навоза, который затем даром разбирали садоводы. Крестьяне для собственного употребления сеяли рожь, овёс, лён, горох, из огородных культур сажали только капусту. Картофель поначалу сажать боялись, считая его «чертовым яблоком». Из скота кроме лошадей и коров держали овец. В качестве земледельческих орудий использовали соху и борону. По данным 1850 года в деревне были 34 двора, в которых проживали 231 человек.
В 1858 году Орехово вместе со всем царицынским владением переходит из ведения Московской дворцовой конторы в ведение Московской удельной конторы, а в результате реформы 1861 года крестьяне получают наделы. Деревня входит в состав административной Царицынской волости. В 1869 году здесь было 145 мужчин и 167 женщин. В 1876 году здесь отмечено 49 хозяйств, 2 трактира, 4 лавки, 2 питейных дома.
Средний доход на душу, получаемый с садов крестьянами деревни Орехово, составлял в 1876 году 15 рублей в год. Различные промыслы развиты были слабо. Так, в деревне 15 человек уходили на заработки на год, 10 на полгода. Дополнительными заработками для мужчин служили ломовой извоз и торговля, женщины делали гильзы для папирос — характерный промысел всех близлежащих селений.
Жители деревни Орехово принадлежали к приходу храма иконы Божией Матери «Живоносный Источник» в Царицыне, а в 1883 году они приняли участие в её перестройке.
В Царицыно находились и школы, в которых обучались дети ореховских крестьян: до 1875 года — это школа Удельного ведомства, потом было открыто Царицынское земское училище, из которого в 1881 году выделилось женское училище.
В 1910 году здесь учились из деревни 19 человек мужского пола и 6 человек женского. Грамотных в деревне по данным этого года было 70 % всех мужчин в возрасте выше школьного и 27 % женщин в том же возрасте, то есть почти половина жителей этого возраста. Почти в каждом дворе были грамотные, либо учащиеся.

### Орехово в XIX—XX веках
С конца XIX века садоводческие хозяйства Московского уезда, в том числе и в Орехово, переживали глубокий кризис, связанный с частыми неурожаями из-за заморозков и нашествий вредителей, а также с изменением условий рынка (подвоз аналогичной продукции, особенно ранних ягод, из других мест по железной дороге, вытеснение продажи непосредственно потребителю на месте или на базаре продажей перекупщикам).
Постепенно сады вырубали под пашню, пойму Язвенки распахивали как наиболее плодородную землю. Однако такой характер земледелия при недостатке удобрений вёл к тому, что земля быстро истощалась, забрасывалась и превращалась в пустыри. В личном владении крестьян находилось 88,3 десятины садовой земли, 70,8 десятины пашенной и огородной, 83,6 десятины покосов.
С начала XX века крестьяне стали продавать молоко. Если в 1899 года коров держали лишь в половине хозяйств, то в 1910 году коровы были уже в большинстве хозяйств. Покупали коров в Подольском уезде. Туда же ездили и за сеном, а также приобретали его с проходящих по Каширскому шоссе возов. Летом наиболее выгодным рынком сбыта являлись дачи в Царицыне, зимой сбыт перемещался в Москву. Если молочное животноводство в эти годы в деревне расширялось, то обеспеченность хозяйств лошадьми, наоборот, падала, число хозяйств, имеющих лошадей, практически не менялось, хотя общее количество хозяйств в деревне выросло.
В послереволюционные годы рост деревни продолжался. В 1927 году в ней было уже 127 хозяйств и 641 человек. В землепользование крестьяне получили 393 га земли, из которых 20% составили неудобья, уменьшилась площадь садов до 34 га. Норма земли на одного человека составляла — 0,61 га. Сильно уменьшилось относительное количество хозяйств с лошадьми и коровами. Промыслы занимали незначительное место: ими было занято всего 19 человек, из них 3 кузнеца, 2 извозчика и 6 работников на фабриках и заводах. Дети крестьян обучались в так называемой «Красной школе» в посёлке Царицыно.
В 1930-е годы в деревне был создан плодоовощной колхоз им. Буденного. Орехово практически слилось с окружающими населенными пунктами Ленино, Шипилово в единый район под названием Ленино Дачное. После закрытия церкви и кладбища при ней в Царицыно (Ленино) в Орехово открылось новое кладбище. В годы Великой Отечественной войны на нём хоронили умерших из воинских частей, находившихся в Царицыно на переформировании.

### В составе Москвы
В 1960 году деревня вошла в состав Москвы при её расширении. Близлежащая территория была отнесена к Пролетарскому району Москвы. После 1969 года территория отошла к Красногвардейскому району.Снос деревни Орехово и последующая застройка территории велась с 1972-73 годы. В то же время было ликвидировано Старо-ореховское кладбище. Надгробия и останки перезахоронены к южной границе кладбища Курьянстрой, ныне Ореховское.
После административной реформы 1991 года территория, где ранее располагалась деревня, вошла в районы Орехово-Борисово Северное и Орехово-Борисово Южное. Память о деревне сохранена в названиях районов и станции метро «Орехово».